# Берит
33°53′45″ пн. ш. 35°30′19″ сх. д. / 33.895778° пн. ш. 35.505139° сх. д.

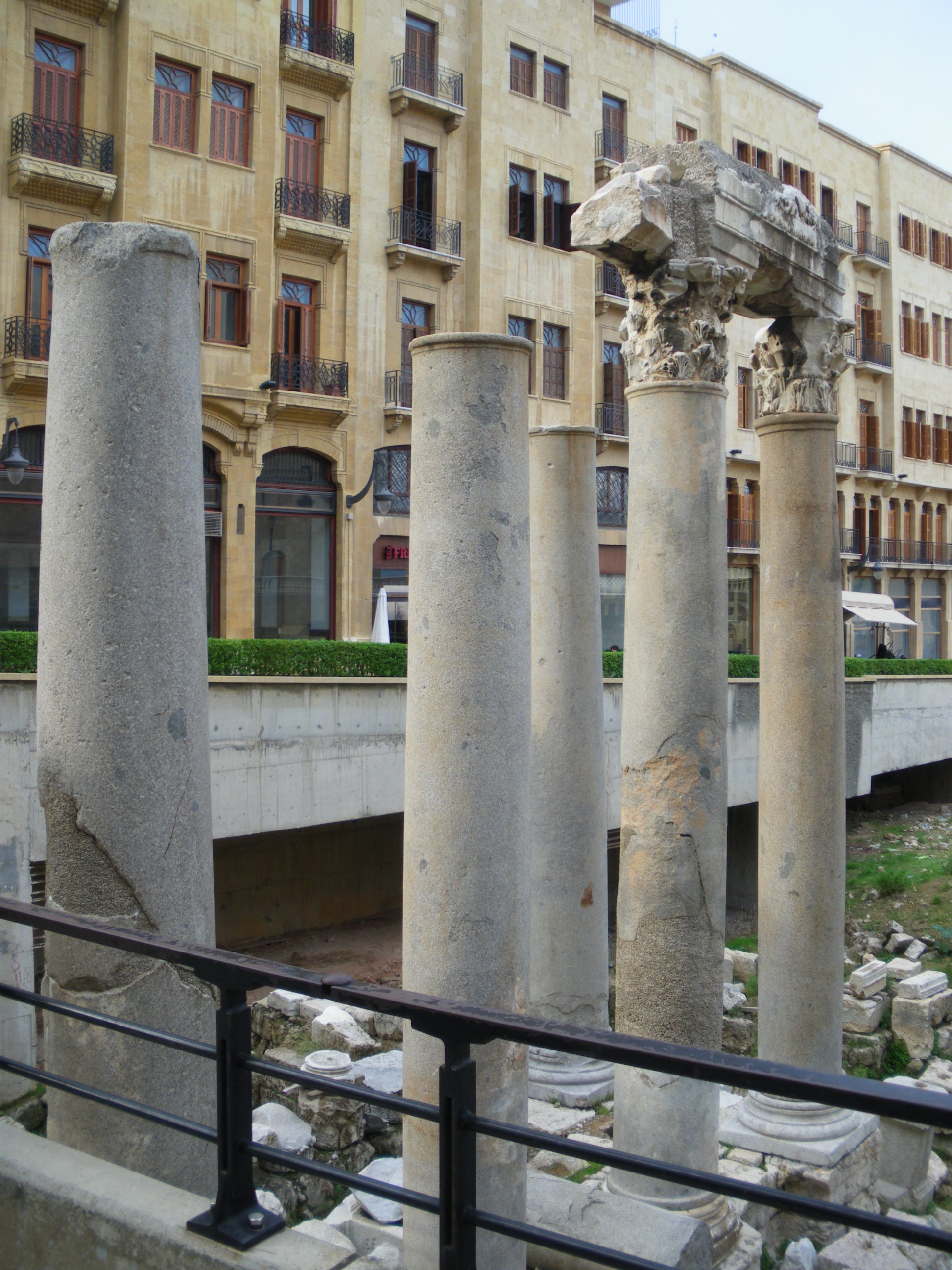
Римські руїни

Берит (фінік. Biruta, дав.-гр. Βηρυτός, лат. Berytus) або Лаодикія Фінікійська (дав.-гр. Λαοδίκεια ἡ ἐν Φοινίκῃ) в стародавньому Лівані, — нині Бейрут.
Берит був однією зі столиць держави Селевкідів. Купці з Берита згадані близько 110—109 року до н. е. Берит завойований римлянами в 64 р. до н. е.
Ветерани двох римських легіонів за часів Августа оселилися в місті (п'ятого Македонського і третього Галльського), яке згодом швидко романізувалося і було єдиним повністю латиномовним містом у регіоні Сирії та Фінікії до четвертого століття. Хоча після землетрусів Берит все ще залишався важливим містом, близько 400 року н. е. Тир став столицею римської провінції Фінікія. «Серед великих юридичних шкіл Риму, Константинополя та Берита» юридична школа Берита була «найвидатнішою». Кодекс Юстиніана (одна з частин Corpus Juris Civilis, кодифікації римського права, яку на початку 6 століття н. е. наказав укласти Юстиніан I і яка була повністю написана латинською мовою) був створений переважно в цій школі.